# Villandry
Villandry är en kommun i departementet Indre-et-Loire i regionen Centre-Val de Loire i de centrala delarna av Frankrike. Kommunen ligger i kantonen Ballan-Miré som tillhör arrondissementet Tours. År 2022 hade Villandry 1 138 invånare.

## Befolkningsutveckling
Antalet invånare i kommunen Villandry
Referens:INSEE